# 夜明けを求めて
夜明けを求めて（よあけをもとめて・LOOKING FOR DAYBREAK）は、2009年10月7日にリリースされたTHE ALFEE58枚目のシングル。

## 概要
東海テレビ・フジテレビ系連続ドラマ『嵐がくれたもの』主題歌。
THE ALFEEがフジテレビ系列ドラマの主題歌を手掛けたのは『太陽は沈まない』（「ショムニFINAL」・2002年）以来7年振りであるが、東海テレビ制作のドラマ主題歌は本作が初。
前作同様、本作も3種のシングルが発売。カップリングは同年8月開催のライブ・イベント「THE ALFEE Legendary Summer 2009 YOKOHAMA PERFECT BURN」で披露された楽曲を2曲ずつ収録（詳細後述）。特にデビュー・シングル『夏しぐれ』は貴重な音源といえる。
本作発売時点で既に12月に次作シングルの発売が決定していため、2009年は最終的に3枚のシングルが発売された。年間2枚以上のシングル発売は、1999年以来10年振り、3枚シングル発売は1994年以来15年振りであった。

## 収録内容

### TOCT-45031盤

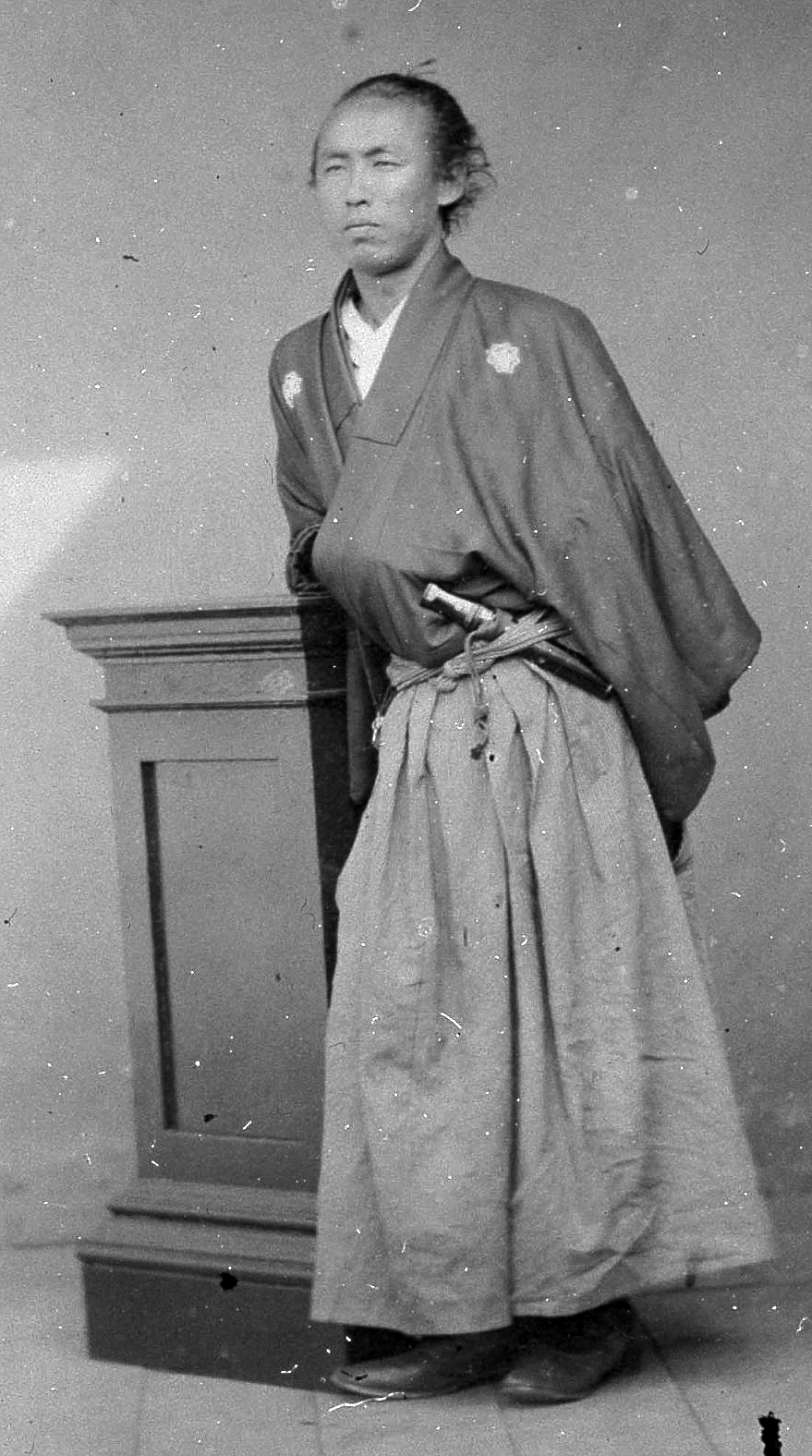
ジャケットに使われた写真

ジャケットは坂本龍馬の写真とエレキギターを合成した写真(開くとアコースティックギターとベースギターも写っている)
1. 夜明けを求めて（作詞・作曲：高見沢俊彦、編曲：THE ALFEE with 岸利至）
2. 夏しぐれ（Live version）
3. See You Again（Live version）
4. 夜明けを求めて（Original Instrumental）

### TOCT-45032盤
ジャケットは少年と犬の絵
1. 夜明けを求めて
2. 真夏のストレンジャー（Live version）
3. 風の詩（Live version）
4. 夜明けを求めて（Original Instrumental）

### TOCT-45033盤
ジャケットは大きな船の絵
1. 夜明けを求めて
2. Girl（Live version）
3. Musician（Live version）
4. 夜明けを求めて（Original Instrumental）

## 「夜明けを求めて」参加ミュージシャン
- 吉田太郎（Drums）
- 中川量（Bass）
- 岸利至（Keyboards&Programming）